# Luísa de Nápoles e Sicília
Luísa Maria Amália Teresa de Nápoles e Sicília (em italiano: Luisa Maria Amalia Teresa di Borbone; Nápoles, 27 de julho de 1773 – Viena, 19 de setembro de 1802) foi a primeira esposa esposa de Fernando III e Grã-Duquesa Consorte da Toscana de 1790 até 1801. Era a segunda filha do rei Fernando IV & III de Nápoles e Sicília, com a arquiduquesa Maria Carolina da Áustria.

## Nascimento
Luísa Maria nasceu no Palácio Real de Nápoles. O seu pai era o futuro rei Fernando I das Duas Sicílias e a sua mãe a arquiduquesa Maria Carolina da Áustria, uma irmã de Maria Antonieta. Os seus avós paternos eram o rei Carlos III de Espanha e a sua esposa, a Princesa Maria Amália da Saxónia. Os seus avós maternos eram Francisco I do Sacro Império Romano-Germânico, e Maria Teresa da Áustria. Era uma de oito crianças das quais sete sobreviveram até à idade adulta.

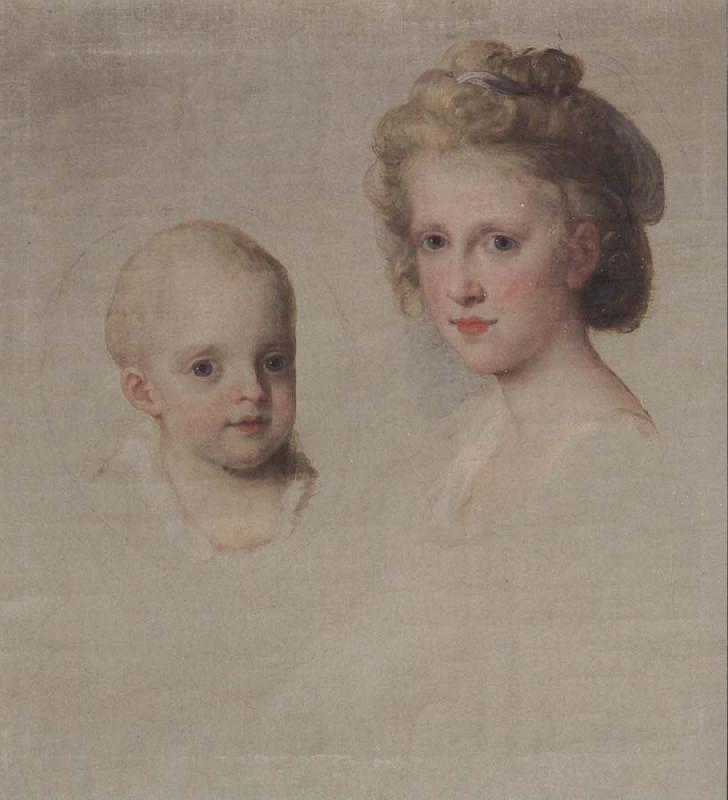
Maria Luísa (à direita) com sua irmã mais nova Maria Amélia, de Angelica Kauffmann, 1782.

## Casamento
No dia 15 de agosto de 1790 casou-se com o seu primo, o arquiduque Fernando III da Toscana. O casamento aconteceu em Florença, a capital do Grão-ducado da Toscana que o seu marido governava desde o início do ano. O seu marido governou o grão-ducado até 1801 quando, através do Tratado de Aranjuez, foi forçado por Napoleão Bonaparte a criar o Reino da Etrúria.
O casal foi enviado para o exílio e viveu em Viena, a capital do Império Austríaco que era governado pelo irmão mais velho do arquiduque Fernando, o imperador Francisco II. Mais tarde, Fernando foi compensado com as terras do Arcebispo de Salzburgo.
Luísa morreu ao dar à luz um filho morto no Palácio Imperial de Hofburg em Viena, aos 29 anos de idade. A princesa está enterrada na cripta imperial com o seu filho natimorto nos braços. O seu marido viveu mais vinte e três anos do que ela e, em 1814, viu o seu título de Grão-duque da Toscana restaurado depois de pertencer a Elisa Bonaparte. Também se voltou a casar, no dia 6 de maio de 1821, com a princesa Maria Fernanda da Saxónia, mas não teve filhos deste casamento.

## Descendência

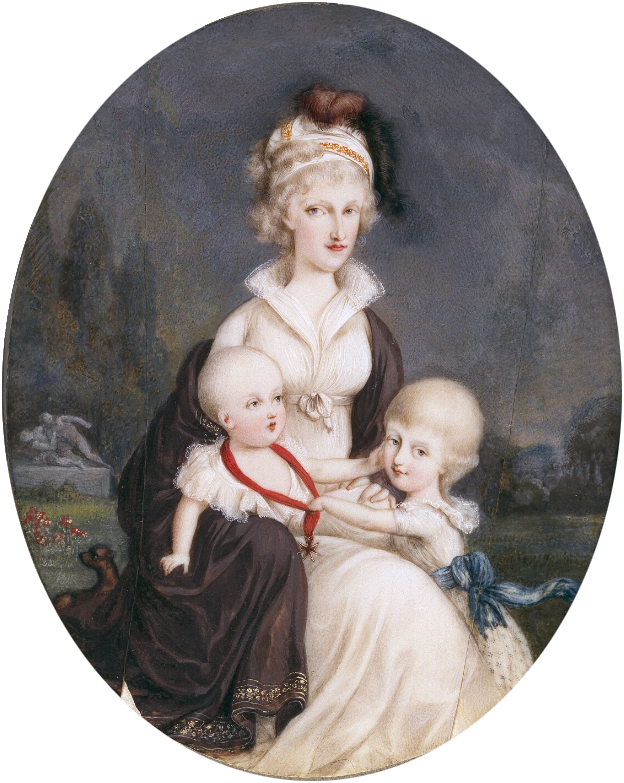
Luísa com seus dois filhos mais velhos: Carolina Fernanda e Francisco Leopoldo, 1794.

- Carolina Fernanda da Áustria (2 de agosto de 1793 - 5 de janeiro de 1802), morreu na infância;
- Francisco Leopoldo da Toscana (15 de dezembro de 1794 - 18 de maio de 1800), morreu na infância;
- Leopoldo II, grão-duque da Toscana (3 de outubro de 1797 – 29 de janeiro de 1870), Grão-duque da Toscana (1824–1859). Casou-se primeiro com Maria Ana da Saxônia e depois com a sua prima, Maria Antônia das Duas Sicílias e teve descendência em ambos os casamentos;
- Maria Luísa da Toscana (30 de agosto de 1798 - 15 de junho de 1857), nascida com deficiência e sofrendo uma grave deformidade, carinhosamente chamada de "a pequena corcunda" pelo povo de Florença;
- Maria Teresa da Áustria (21 de março de 1801 – 12 de janeiro de 1855), casou-se com Carlos Alberto da Sardenha, com descendência.
- Filho natimorto (19 de setembro de 1802)